# فرناندو موسلرا
نستور فرناندو موسلرا مایکل (به اسپانیایی: feɾnando musleɾa)، متولد ۱۶ ژوئن سال ۱۹۸۶ در اروگوئه در تیم ملی فوتبال اروگوئه و گالاتاسرای نقش دروازه بان را بر عهده دارد. او ششمین دروازه بان برتر جهان در سال ۲۰۱۱، IFFHS انتخاب شد.